# Ploceus velatus
El tejedor enmascarado (Ploceus velatus) es una especie de ave paseriforme de la familia Ploceidae (tejedores). Habita en todo el sur de África.
Esta especie se encuentra muy difundida y se la encuentra en hábitats muy diversos, tales como zona de arbustos, sabana, pastizales, bosques abiertos, humedales y zonas semidesérticas. También se la encuentra en jardines y parques urbanos.

## Descripción

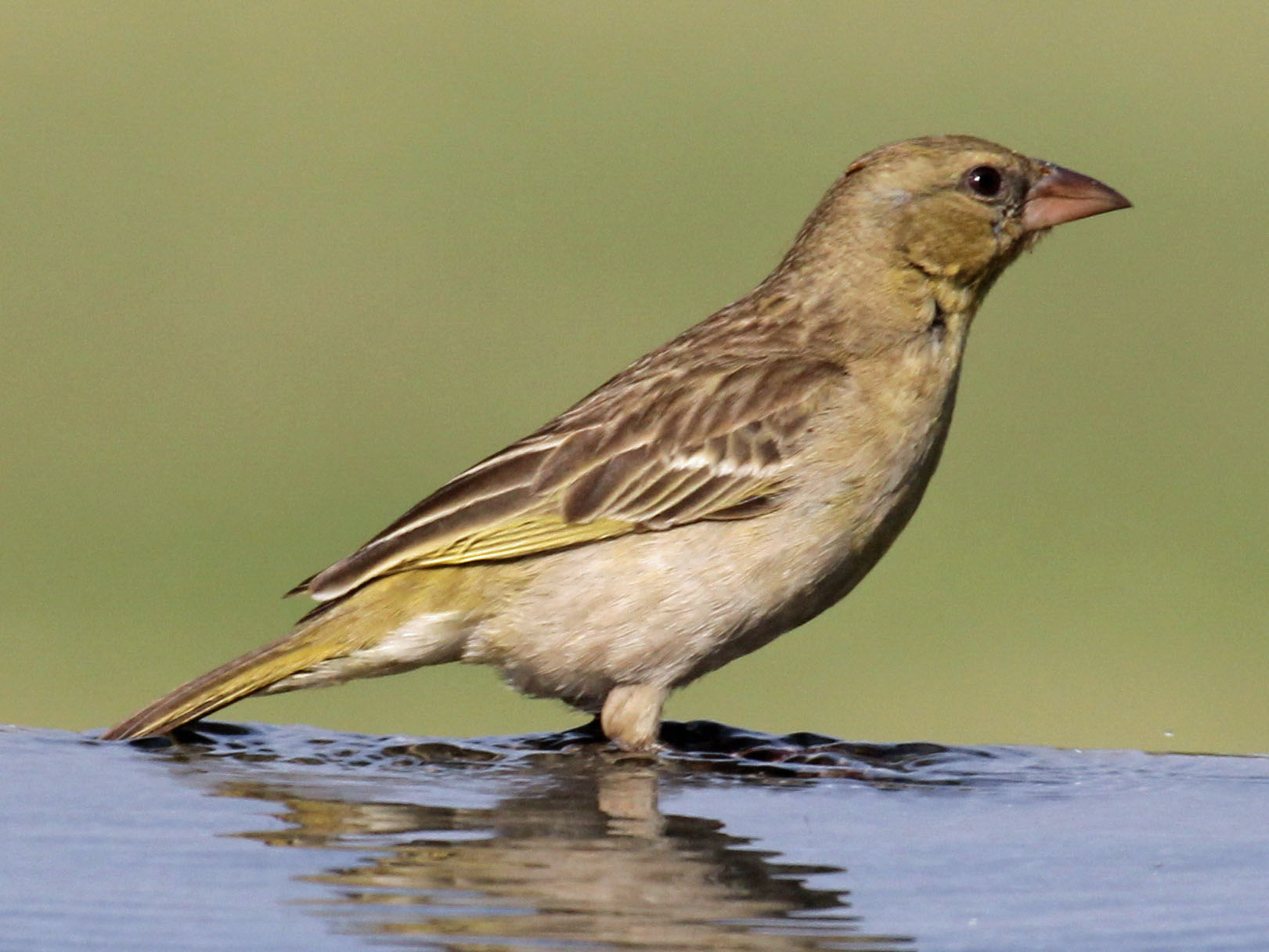
Hembra en Johannesburgo.

El tejedor enmascarado mide  11-14.5 cm de largo y posee un fuerte pico cónico corto y patas rosa-amarronadas. El macho adulto con su plumaje de reproducción posee la cara, garganta y pico negros, ojos rojos, cabeza y zonas inferiores de amarillo brillante, y un dorso amarillento-verdoso.
La hembra posee un pico rosado-amarronado, ojos marrones o rojo-marrón y un color amarillento-verdoso, algo más oscuro en su dorso posterior. Su garganta es amarillenta, tornando a blanco en su vientre.  Los machos que no están en reproducción se asemejan a las hembras pero conservan el ojo rojo. Los ejemplares jóvenes de esta especie se asemejan a la hembra.
El llamado es estridente, similar al de otros tejedores. También produce una llamada de alarma chuk distintiva. 

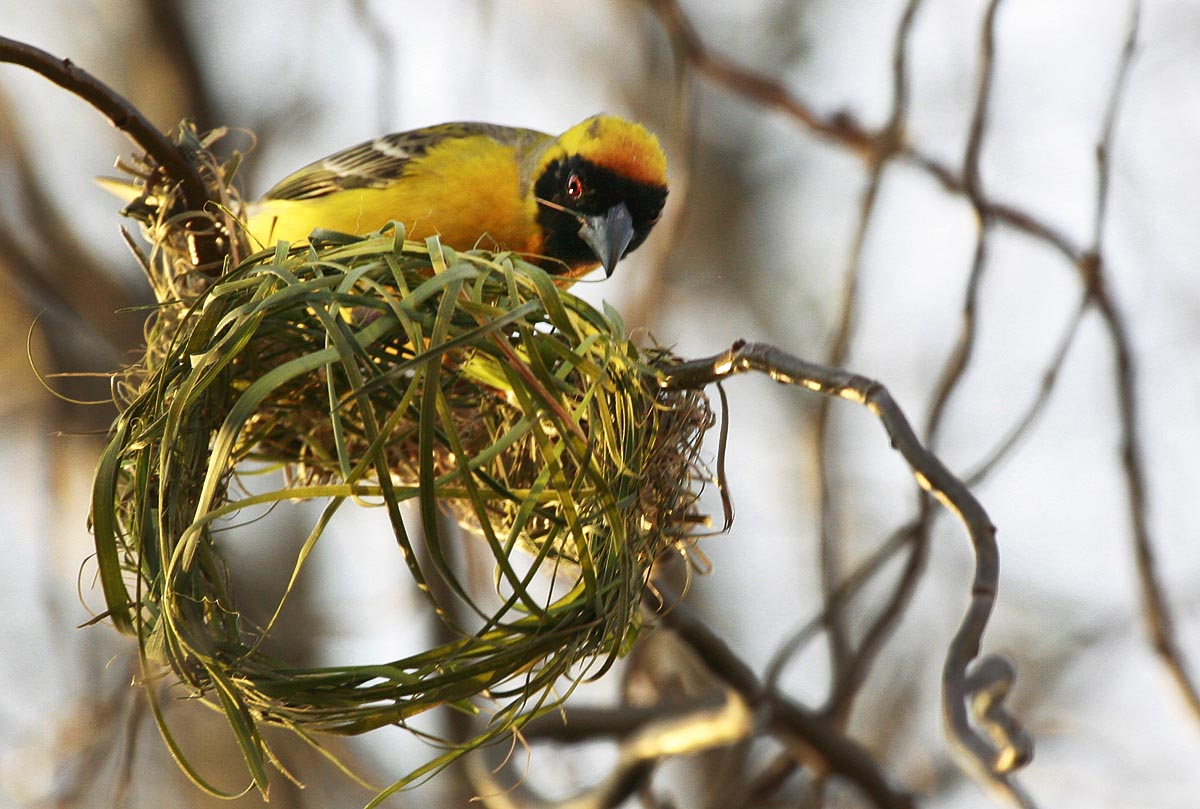
Macho comenzando a construir un nido en Johannesburgo, Sud África.

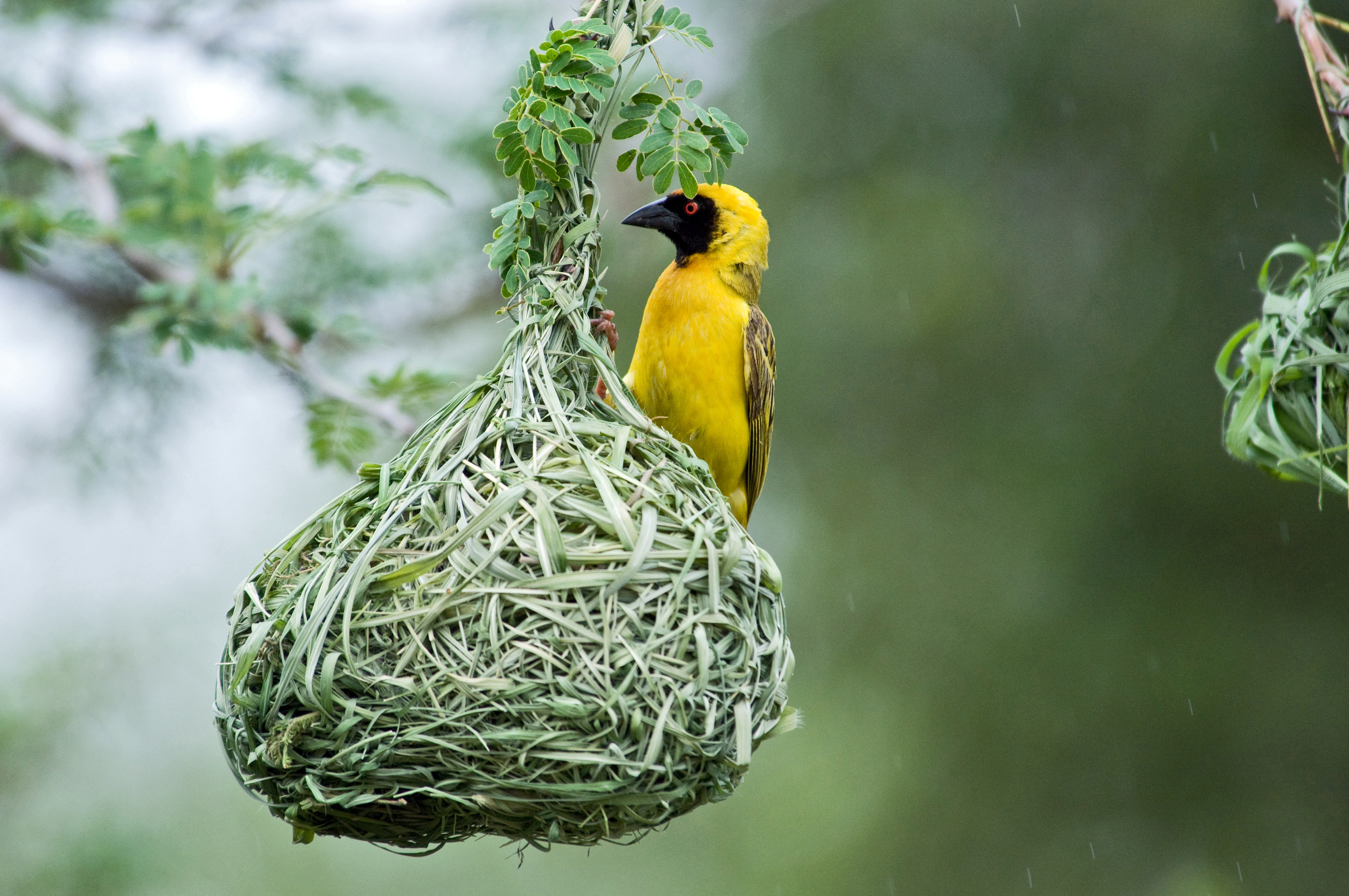
Un tejedor enmascarado en su nido.

## Comportamiento

### Reproducción
El tejedor enmascarado nidifica en colonias, principalmente desde septiembre a enero. Los machos poseen varias hembras, y construyen diversos nidos, por lo general unos 25 cada temporada. De manera similar a lo que hacen otros tejedores, los nidos son tejidos utilizando juncos, fibras  de palmera o pastos. La hembra recubre el nido elegido con pastos blandos y plumas. Construye el nido en un árbol, a menudo sobre un curso o ojo de agua, aunque a veces en los suburbios. Este tejedor también construye nidos entre los juncos.
El tejedor enmascarado pone huevos de varios colores y ello le ayuda a evadir el parasitismo por parte de los cucos ya que el cuco no tiene forma de saber que tipo de huevos hay dentro del nido del tejedor hasta que ha penetrado al nido para intentar de depositar su propio huevo.  Los huevos que no poseen la coloración adecuada son eliminados por los dueños del nido.

### Alimentación
Por lo general se observa al tejedor enmascarado solo o en grupos pequeños. Aunque también puede formar bandadas más grandes, solo o con otras especies que se alimentan de semillas. Se alimenta de insectos, semillas y néctar, y suele aproximarse a comederos artificiales.

### Citas
1. ↑  BirdLife International (2012). «Ploceus velatus». Lista Roja de especies amenazadas de la UICN 2013.2 (en inglés). ISSN 2307-8235. Consultado el 26 de noviembre de 2013.
2. ↑  De Juana, E; Del Hoyo, J; Fernández-Cruz, M; Ferrer, X; Sáez-Royuela, R; Sargatal, J (2010). «Nombres en castellano de las aves del mundo recomendados por la Sociedad Española de Ornitología (Decimoquinta parte: Orden Passeriformes, Familias Ploceidae a Parulidae)». Ardeola. Handbook of the Birds of the World (Madrid: SEO/BirdLife) 57 (2): 449-456. ISSN 0570-7358. Consultado el 27 de junio de 2014.
3. ↑  Parasitism of de masked weaver Phoceus velatus arundinaceus H  C. Hunter Ostrich Vol. 32, Iss. 2, 2010
4. ↑  David Attenborough, The Life of Birds, Episode 8, 46 minutes 15 seconds ff